# AdBlock
AdBlock és una extensió de navegador de filtre de contingut i bloqueig de publicitat per als navegadors Google Chrome, Safari, Firefox, Opera i Microsoft Edge. AdBlock permet a les persones usuàries evitar que es mostrin elements de la pàgina web, com ara anuncis publicitaris. És gratuït per descarregar i utilitzar, i inclou donacions opcionals per als desenvolupadors. L'extensió AdBlock es va crear el 8 de desembre del 2009, que és el dia en què es va afegir suport per a extensions a Google Chrome.
Els esforços d'AdBlock no estan relacionats amb Adblock Plus. El desenvolupador d'AdBlock, Michael Gundlach, va afirmar haver-se inspirat en l'extensió Adblock Plus per a Firefox, que alhora es basa en l'Adblock original que va deixar de desenvolupar-se el 2004.
Des del 2016 AdBlock es basa en el codi font d'Adblock Plus. El juliol de 2018, AdBlock va adquirir uBlock, un bloquejador d'anuncis comercial propietat de uBlock LLC i basat en UBlock Origin.
AdBlock utilitza la mateixa sintaxi de filtre que Adblock Plus i és compatible de forma nativa amb les subscripcions de filtre d'Adblock Plus. Les subscripcions a filtres es poden afegir des d'una llista de recomanacions a la pestanya «Llista de filtres» de la pàgina d'opcions d'AdBlock o fent clic a un enllaç de subscripció automàtica d'Adblock Plus.
AdBlock juntament amb Adblock Plus proposen i promouen que els llocs web es financin amb anuncis respectuosos que no siguin intrusius, amb la intenció d'aconseguir que la navegació per internet sigui més agradable, sense generar pèrdues econòmiques per als llocs web.